# Marie-Thérèse Glaesener-Hartmann
Marie-Thérèse Glaesener-Hartmann (née le 18 avril 1858 et morte le 19 février 1923 à Luxembourg) est une peintre luxembourgeoise. Elle peint les portraits de plusieurs personnalités de l'époque, dont le Premier ministre Paul Eyschen et le maire de Luxembourg Alphonse Munchen. Elle expose au Cercle artistique de Luxembourg de 1894 à 1912,.

## Biographie
Née le 18 avril 1858 à Luxembourg-Ville, Marie-Thérèse Hartmann est la fille de l'architecte Antoine Hartmann. Encouragée par son père qui l'initie à la peinture, elle devient l'une des premières femmes luxembourgeoises à étudier à l'étranger. En 1877, à 19 ans, elle passe un an à Düsseldorf pour ses études.
Elle poursuit ses études à Munich pendant encore deux ans sous les ordres de Sándor Liezen-Mayer. Enfin, elle passe deux ans à Paris où elle est l'élève d'Emile Carolus-Duran et de Jean-Jacques Henner qui ont ouvert une école pour femmes artistes. Il est inhabituel pour une jeune femme luxembourgeoise de recevoir à l'époque une formation aussi pointue en art et de passer autant d'années à l'étranger. L'académie luxembourgeoise n'admet les femmes qu'à la fin du dix-neuvième siècle, ce qui peut expliquer pourquoi son Portrait de SAR Madame la Princesse Henri des Pays-Bas (1879) ne figure pas dans la collection municipale de Luxembourg.
Peu après son retour de Paris, elle épouse le juriste et conseiller d'État Mathias Glaesener. Ils ont une fille en 1886 et elle continue à peindre.
Alors qu'elle est encore étudiante, elle commence à exposer à Luxembourg à la Galerie Louis Segers et se spécialise en portraits d'hommes. De 1894 à 1912, elle expose au Cercle artistique de Luxembourg.
Thérèse Glaesener-Hartman meurt à Luxembourg le 19 février 1923.

## Postérité
Une rue de la ville porte son nom. Certaines de ses œuvres sont exposées au musée national d'histoire et d'art de Luxembourg et au musée d'histoire de la ville de Luxembourg.